# ذاكرة وصول عشوائي حركية

ذاكرة الوصول العشوائي الديناميكية (بالإنجليزية: Dynamic random access memory)‏ وهي نوع من ذاكرة الوصول العشوائي التي تحفظ كل بت في مكثفات منفصلة داخل دارة متكاملة، وهي من نوع ذاكرة قابلة للزوال. ولأن المكثف يسرب شحنات كهربائية فهي بحاجة إلى إعادة إنعاش بشكل متواصل. ولحاجتها إلى الإنعاش سميت بذاكرة الوصول العشوائي الديناميكية وأما ذاكرة الوصول العشوائي الساكنة لا تحتاج للإنعاش ولذلك سميت ساكنة. وأفضليتها على ذاكرة الوصول العشوائي الساكنة هو احتياجها لمقحل واحد ومكثف واحد لاحتواء كل بت، بالمقارنة مع ستة مقاحل لكل بت في ذاكرة الوصول العشوائي الساكنة، والتي تمكنها من تكثيف عدد وحدات التخزين على رقاقة واحدة.

## عمل الذاكرة
تعمل ذاكرة الوصول العشوائي الديناميكية DRAM كصفحة إلكترونية مجدولة تحوي صفوفا مرقمة تحتوي بدورها على خلايا . وتحوي كل خلية قيمة 0 أو1. والخلية هي نوع معين من أنصاف النواقل، تستطيع تخزين قيمة 1 أو 0 بواسطة ترانزستور ومكثفة . تصنع ذاكرة الوصول العشوائي الديناميكية DRAM على شكل رقاقات مثبتة باللحام على بطاقة واحدة .
يحتاج مصنعو ذاكرة الوصول العشوائي الديناميكية DRAM إلى ترتيب رقاقات مفردة ضمن مجموعة يستطيع الحاسب استعمالها . وهذا مهم، لأن رقاقات ذاكرة الوصول العشوائي الديناميكية DRAM تصنع وفق سعات مختلفة . فقد تستطيع رقاقة واحدة تخزين مليون سطر شيفرة ( وهو سطر من الصفحة المجدولة التي افترضناها لتمثيل ذاكرة الوصول العشوائي RAM) لكن كل سطر يحوي 4بت فقط . وعادة ما يستعمل الاختصار 1Meg * 4 (1Meg تساوي 1,048,576 ) لتمثيل سعة رقاقة ما . بينما قد تحوي رقاقة أخرى مليار صف يحوي كل منها 8 بت بيانات، مثلا 512Meg * 8 ومن الصعب معرفة سعة رقاقات ذاكرة الوصول العشوائي الديناميكية DRAM بمجرد النظر إليها . إذ يعرف مصنعوذاكرة الوصول العشوائي الديناميكية DRAM فقط معنى الرقم المكتوب على الرقاقات ( أحيانا نستطيع تخمين ذلك ) .

## تنظيمذاكرةالوصول العشوائي الديناميكية DRAM
تعد ذاكرة الوصول العشوائي الديناميكية DRAM الذاكرة ذاكرة الوصول العشوائي القياسية المستخدمة في كل الحواسب منذ منتصف السبعينيات من القرن الفائت (وليس فقط في الحواسب الشخصية ) ، وذلك نظرا لسرعتها العالية وسعتها الكبيرة وسعرها المنخفض . في الواقع، تستعمل ذاكرة الوصول العشوائي الديناميكية DRAM في الكثير من التجهيزات بدءا من السيارات وصولا إلى المنتجات الآلية .
وهناك متطلبات خاصة يفرضها الحاسب الشخصي من ذاكرة الوصول العشوائي الديناميكية DRAM فقد احتوى المعالج 8088 ممر أمامي يعرض 8 بت . وقد كانت كل الأوامر المرسلة إلى المعالج 8088 عبارة عن وحدات بعرض 8 _بت . لذلك، أنت بحاجة إلى ذاكرة الوصول العشوائي تستطيع تخزين البيانات على شكل وحدات بعرض 8 _ بت ولا تزال أحدث CPUاليوم قادرة على تشغيل كل أوامر 8088 الأساسية ( بالإضافة إلى كل الأوامر المتقدمة الخاصة بهذه وحدة العمليات المركزية CPU ) وذلك لتحقيق التوافق مع المعايير السابقة . لذلك بقي عرض ذاكرة الوصول العشوائي الأدنى هو 8_ بت وعندما يتحدث الناس عن ذاكرة الحاسب فإنهم يقولون عبارات مثل، 64 ميغا بايت، 512 ميغا بايت, أو640 كيلو بايت إذا كان الحاسب قديما .إنك لن تسمع أبدا عبارات مثل 16 ميغا بايت، أو 32 ميغا بايت لتوصيف ذاكرة ذاكرة الوصول العشوائي ، وذلك لأن وحدة العمليات المركزية CPU تحتاج إلى ذاكرة لتخزين البيانات والبرامج على شكل وحدات بعرض 8_ بت ( 1بايت ) إذا، عندما نتحدث عن ذاكرة الحاسب فإننا نتحدث دوما عن ذاكرة بعرض واحدة بايت .
فقد تكون رقاقات ذاكرة الوصول العشوائي الديناميكية DRAM المتوفرة اليوم ذات عرض أكبر من 1_بت (وهي حالة ذاكرة الوصول العشوائي الديناميكية DRAM التي كانت متوفرة في السابق ) . وهذا يعني انه كان لدينا سعات مثل 64K * 1 أو 256 * 1 ( دوما عرض 1_ بت ) إذا كيف تحولت ذاكرة الوصول العشوائي الديناميكية DRAM بعرض 1 _بت إلى ذاكرة بعرض 8_بت ؟ الجواب كان بسيطا للغاية : لنأخذ ثماني رقاقات بعرض 1_بت ولنرتبها إلكترونيا مع رقاقة التحكم بالذاكرة (الجسر الشمالي /NORTHBRIDGE ) بحيث يصبح لدينا 8_بت . أولا ضع صف الرقاقات ذاكرة الوصول العشوائي الديناميكية DRAM بعرض 1_بت في صف واحد على اللوحة الأم ثم صل هذا الصف من رقاقات ذاكرة الوصول العشوائي الديناميكية DRAM مع رقاقة الجسر الشمالي (التي يفترض أن تكون مصممة للتعامل مع ذلك ) لتشكيل ذاكرة بعرض 1_بايت الآن لدينا ثمان رقاقات ذاكرة الوصول العشوائي الديناميكية DRAM كل منها يعرض 1_بت، وتبدو جميعها وكأنها رقاقة ذاكرة الوصول العشوائي الديناميكية DRAM واحدة بعرض 8_بت بالنسبة لوحدة العمليات المركزية CPU .